# MAUL (vũ khí)
Multi-shot Accessory Underbarrel Launcher, hoặc MAUL, là một loại shotgun chiến đấu được thiết kế bởi công ty Metal Storm tại Brisbane.

## Thiết kế
MAUL là một loại súng ngắn dựa trên công nghệ siêu tải khởi động bằng điện tử của Metal Storm. Trong khái niệm này, nhiều viên đạn, trong trường hợp này là 12 gauge, được nạp từ đầu đến đuôi trong một nòng súng duy nhất với thuốc súng được đặt giữa chúng. Mỗi viên đạn được khai hỏa tuần tự bằng cách sử dụng mồi đốt điện: điện tích được cung cấp bởi pin. Vũ khí bắn một lần trong mỗi lần bóp cò: mặc dù trên thực tế, đây là chế độ bán tự động, nhưng nói một cách nghiêm túc thì nó không phải là không có động năng từ việc bắn được sử dụng để tự động hóa bất kỳ phần nào trong chu trình vận hành của vũ khí. Được thiết kế để sử dụng làm vũ khí độc lập hoặc mô-đun gắn dưới nòng súng trường như là M4 hoặc M16 bằng ray Picatinny, nó cũng có thể được sử dụng độc lập thông qua việc bổ sung tay cầm, báng súng hoặc cả hai. Mô-đun trung tâm được làm bằng sợi carbon, trong khi nòng súng làm bằng thép. Kết quả thu được là vũ khí có trọng lượng dưới 800 gram (1.8 lb).
Khi lắp dưới nòng súng, nó được điều chỉnh tầm ngắm bắn phù hợp với hệ thống ngắm của súng chủ.
Nó được thiết kế để bắn nhiều loại đạn; buckshot, slug, slug phá cửa, và một số loại ít gây chết người hơn bao gồm đạn tác động học, sốc điện, hóa chất dễ vỡ và các loại đạn đánh dấu. Các ống đạn riêng của chúng sẽ được cung cấp để nạp các loại đạn, và người sử dụng sẽ chuyển đổi các ống để thay đổi loại đạn.
Metal Storm báo cáo cuộc thử nghiệm bắn MAUL bằng vai đầu vào ngày 24 tháng 4 năm 2009 tại cơ sở thử nghiệm của nó ở Chantilly, Virginia.

## Các hợp đồng
Papua New Guinea: Tính đến ngày 3 tháng 8 năm 2010 , Metal Storm đã ký hợp đồng với Bộ trưởng Dịch vụ Cải huấn Tony Aimo để cung cấp 500 khẩu MAUL độc lập và 10.000 nòng ít sát thương hơn cho các nhân viên dịch vụ cải huấn sử dụng. Hợp đồng chưa bao giờ được phê chuẩn do công ty không sản xuất được vũ khí trước khi hủy hợp đồng vào năm 2012.
1. 1 2  “Metal Storm win multi-million contract”. The Sydney Morning Herald (bằng tiếng Anh). 3 tháng 8 năm 2010. Truy cập ngày 17 tháng 5 năm 2024.
2. 1 2 3 4  admin (17 tháng 4 năm 2009). “Metal Storm Reports 3GL, MAUL Testing Milestones - Defense Update:” (bằng tiếng Anh). Truy cập ngày 17 tháng 5 năm 2024.
3. 1 2 3  “Metal Storm - MAUL”. web.archive.org. 24 tháng 7 năm 2010. Bản gốc lưu trữ ngày 24 tháng 7 năm 2010. Truy cập ngày 17 tháng 5 năm 2024.
4. ↑  “MAUL – MULTISHOT ACCESSORY UNDERBARREL LAUNCHER | Marines Magazine”. web.archive.org. 22 tháng 2 năm 2014. Lưu trữ bản gốc ngày 22 tháng 2 năm 2014. Truy cập ngày 17 tháng 5 năm 2024.Quản lý CS1: bot: trạng thái URL ban đầu không rõ (liên kết)